# Зоря (Каргапольський район)
Зоря́ (рос. Заря) — присілок у складі Каргапольського району Курганської області, Росія. Входить до складу Чашинської сільської ради.
Населення — 52 особи (2010, 82 у 2002).
Національний склад населення станом на 2002 рік: росіяни — 93 %.